# 8932 Nagatomo
8932 Nagatomo eller 1997 AR4 är en asteroid i huvudbältet som upptäcktes den 6 januari 1997 av den japanska astronomen Takao Kobayashi vid Ōizumi-observatoriet. Den är uppkallad efter Makoto Nagatomo.
Asteroiden har en diameter på ungefär 7 kilometer och den tillhör asteroidgruppen Koronis.